# Mario Valota
Mario Valota (* 8. Februar 1918; † 30. September 2000) war ein Schweizer Degenfechter.

## Erfolge
Mario Valota nahm an den Olympischen Spielen 1952 in Helsinki teil und gewann im Mannschaftswettbewerb die Bronzemedaille. Zur Mannschaft gehörten neben ihm Paul Barth, Paul Meister, Otto Rüfenacht, Willy Fitting und Oswald Zappelli. Bei den Weltmeisterschaften 1953 sicherte er sich in Brüssel mit der Schweizer Equipe ebenfalls Bronze.
1959 zeichnete ihn der Schweizer Fechtverband mit der Challenge Eugène Empeyta aus.